# Église presbytérienne de la Cinquième Avenue
L'Église presbytérienne de la Cinquième Avenue (en anglais : Fifth Avenue Presbyterian Church ou FAPC) est établie à New York. Son église est située sur la Cinquième Avenue dans le centre-ville de Manhattan. Avec environ 2 200 membres, elle est une des plus grandes congrégations presbytériennes aux États-Unis. L'Église a été fondée en 1808 comme l'Église presbytérienne de la Rue de Cèdre, et son église de référence est achevée depuis 1875. La communauté est membre de l'Église presbytérienne (USA). 